# DeuDeVeu
DeuDeVeu és un grup vocal que va néixer l'any 2009 de la unió de deu actors-cantants de diverses escoles de teatre musical de Barcelona. Sota la direcció de Gerard Ibáñez, va actuar a la sala Cincómonos des del novembre del 2012 fins al febrer del 2013, amb l'espectacle musical Dècades. El juny de 2013 va guanyar el premi del festival Easy Music, organitzat per la sala Razzmatazz 2. El setembre del mateix any es va donar a conèixer al gran públic amb el concurs Oh happy day de TV3, on van ser proclamats guanyadors de la primera edició d'aquest programa-concurs, i ha participat en altres programes de televisió. El 2014 va publicar Junts (Música Global), que inclou versions de cançons tant de grups de pop com tradicionals catalanes. La presentació va ser el 15 d'abril del 2014 al teatre Coliseum (Barcelona) L'any 2015 va publicar també el seu segon àlbum: Nàufrags (MúsicaGlobal), la presentació del qual va ser a Luz de Gas (Barcelona) el dia 26 de setembre del 2015.
Deudeveu va acabar la seva primera etapa amb dos concerts al Teatre Nacional de Catalunya (Barcelona) el 9 i 10 d'abril de 2016. Inicialment només s'havia programat un concert, però en esgotar-se ràpidament les entrades, es va decidir fer un segon concert.

## Discografia
- Junts (2014)[1]
- Nàufrags (2015)